# Saint-Orens-de-Gameville
Saint-Orens-de-Gameville é uma comuna francesa na região administrativa da Occitânia, no departamento do Alto Garona. Estende-se por uma área de 13.06 km², com 12.522 habitantes, segundo os censos de 2018, com uma densidade de 960 hab/km².